# ジェリー・マーティン (スキージャンプ)
ジェリー・マーティン（Jerry Martin、1950年8月18日 - ）は、アメリカ合衆国の元スキージャンプオリンピック代表選手。身長175cm、体重73kg。

## プロフィール
ミネソタ州ミネアポリス出身。1968年のグルノーブルオリンピックに17歳で出場し90m級43位となる。
1971年の全米選手権で優勝、翌年に札幌オリンピックを控えていたノルマンディー州立大学在学中の1971年9月に大工仕事をしていた際、釘が誤って右目に刺さり失明する。しかしすでにオリンピック代表に選ばれていたことから早々にトレーニングを再開、ジャンプの数をこなす事により隻眼に慣れ札幌への出場にこぎつけた。
「片目のジャンパー」として話題になった札幌オリンピックでは70m級34位、90m級36位の成績を残す。
1976年のインスブルックオリンピックでは70m級27位、90m級32位となった。
また1970年チェコスロバキアのビソケタトリで行われたノルディックスキー世界選手権では70m級44位90m級48位の成績を残している。

## 参考資料
- 北海道新聞縮刷版1972年2月10日朝刊記事「片目でも飛ぶぞ～執念の再起、マーチン選手」
- オリンピック公式報告書(PDF)
- ジェリー・マーティン - 国際スキー連盟のプロフィール （英語）
- ジェリー・マーティン - Olympedia（英語）